# Acacia scandens
Acacia scandens é uma espécie de leguminosa do gênero Acacia, pertencente à família Fabaceae.